# Marni

Marni-Logo

Die Marni S.r.l. ist ein 1994 von Consuelo Castiglioni in Mailand gegründetes Modeunternehmen.
Das Unternehmen erzielte internationale Bekanntheit durch den kreativen Einsatz von Farben, Drucken und Formen in den zeitgenössischen Marni-Damenkollektionen. 2007 wurde Herrenmode und 2011 Kinderbekleidung ins Marni-Portfolio aufgenommen. Marni ist seit 2012 in der Hand von Renzo Rosso und seiner Holding OTB (Only The Brave). Ende 2016 schied die Familie Castiglioni aus dem Unternehmen aus.

## Unternehmensgeschichte
Marni wurde 1994 von Consuelo Castiglioni, die eine Schwester namens Marni hat, zusammen mit ihrem Ehemann Gianni Castiglioni ins Leben gerufen. Gianni Castiglionis Vater gründete in den 1950er Jahren das bis heute existente Pelzmodeunternehmen Ciwifurs aus Mailand, für das Marni zunächst als junge Zweitlinie fungieren sollte. Die Marni-Kollektionen wurden ab 1995 bei der Mailänder Modewoche präsentiert.
Marni wurde bekannt durch die modernen Entwürfe von Castiglionis hochpreisiger Damenmode, besondere Farbkompositionen und starke Farben. Drucke mit geometrischen Mustern und außergewöhnlicher Oberflächengestaltung werden in einer funktionellen Mode eingesetzt. Castiglioni wollte mit ihrer bisweilen unkonventionellen Mode jungen Frauen vermitteln, dass sie sich kleiden sollen, wie es ihnen gefällt. 1998 kamen Handtaschen und Schuhe zum Marni-Portfolio hinzu. 2002 wurde die ebenso hochpreisige Marni-Modelinie für Männer lanciert.
Consuelo Castiglioni ging 2012 eine Kooperation unter dem Namen Marni at H&M ein und präsentierte eine Kollektion für Damen und Herren im niedrigen, aber über den sonstigen H&M-Verkaufspreisen gelegenen, Preissegment.
Das erste Marni-Geschäft wurde 2000 in London eröffnet. 2001 folgte die erste Marni-Boutique in Mailand, ein Jahr später folgten Paris und Tokio. Insgesamt bestehen ca. 100 Marni-Läden auf vier Kontinenten, darunter in London, Barcelona, Rom, St. Moritz, Beirut, Moskau, New York City, Los Angeles, Miami, Sydney, Peking, Hongkong und Tokio. Seit 2003 gibt es Schmuck und, in Lizenz, Teppiche von Marni; seit Herbst 2005 existiert eine Brillenkollektion. Seit 2006 ist Marni mit einem Onlineshop auf der eigenen Webseite aktiv. 2011 wurde das Sortiment um Kinderbekleidung für Mädchen erweitert. 2012 brachte Marni in Zusammenarbeit mit Estée Lauder Companies das Damenparfüm Marni auf den Markt. Seither sind mit Marni Rose (2013) und Marni Spice (2015) zwei weitere Damenduftserien erschienen. 2015 war Marni mit der Herrenkollektion Gastdesigner der Pitti Immagine. 2016 eröffnete das erste Marni Flower Café im Umeda Hankyu Warenhaus in Osaka.
Ende 2016 wurde bekannt, dass sich die Familie Castiglioni – auch die Kinder Carolina und Giovanni waren bereits im Unternehmen tätig – komplett von Marni zurückzieht. Als neuer Kreativdirektor wurde Francesco Risso bestellt, ein ehemaliger Prada-Designer.

## Geschäftsführung
Die administrative Führung des Konzerns Marni hatte bis Ende 2016 Gianni Castiglioni inne, die künstlerische Leitung lag in den Händen von Consuelo Castiglioni. Der Internet-Vertrieb wurde von der gemeinsamen Tochter Carolina Castiglioni geleitet. Das Unternehmen erreichte 2010 einen Umsatz von fast 100 Millionen US-Dollar. 2015 waren es 150 Millionen.
Ende 2012 übernahm die italienische Only The Brave (OTB) des Diesel-Gründers Renzo Rosso, zu der auch Marken wie Dsquared², Maison Martin Margiela oder Viktor & Rolf gehören, einen Mehrheitsanteil an Marni. Seit 2016 gehört Marni zu 100 % zu OTB. In der Presse wurden Unstimmigkeiten zwischen Rosso und den Castiglionis über die strategische Ausrichtung des Unternehmens vermutet, die allerdings keine der beteiligten Parteien bestätigte.
Marni verfügte mit Stand 2016 weltweit über 82 eigene Boutiquen und 20 Franchise-Partner. Das Unternehmen sah sich unter der Gründerfamilie stets als unabhängige Nischenmarke. Daher wurde Marni in der Presse unter anderem mit Comme des Garçons verglichen.